# Betún para calzado

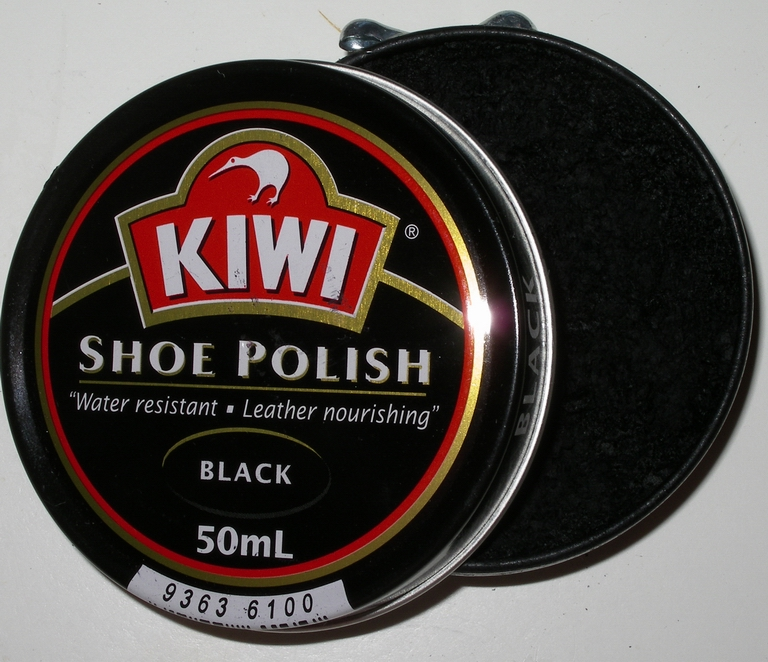
Lata de betún para calzado.

El betún para calzado o crema para zapatos es un producto comercial utilizado para dar lustre, impermeabilizar, mejorar la apariencia y aumentar la vida útil de cueros, zapatos o botas.

## Nomenclatura
| Nombre                  | País |
| ----------------------- | --- |
| betún                   | Ecuador |
| betún, pasta de lustrar | Nicaragua |
| betún, pasta de zapatos | Chile |
| betún                   | Costa Rica * «embetunar los zapatos» es pasarles betún. * «embolar» es pasarles betún a los zapatos. Esa tarea la puede realizar una persona particular, o puede contratar el servicio de una persona en la calle, en un puesto ad hoc. |
| chemicol                | Honduras |
| chinola                 | Honduras |
| cherry blossom          | Venezuela (por marca comercial vulgarizada). Cuando es líquido se le conoce como Griffin, igualmente por marca vulgarizada. |
| crema para calzado      | España |
| crema de zapatos        | Venezuela |
| betún                   | Perú |
| betún                   | España |
| betún para calzado      | Colombia |
| bola                    | México |
| cera para zapatos       | México |
| cobertura               | México (no muy usual) |
| cobertura para zapatos  | México (no muy usual) |
| crema para calzado      | |
| crema para zapatos      | |
| grasa                   | México |
| grasa para zapatos      | México |
| pasta de calzado        | |
| pomada                  | Argentina y Uruguay * «pasar pomada a los zapatos». La persona encargada de lustrar los zapatos de los transeúntes en la calle, se llama «lustrabotas» (aunque le pase pomada a unas zapatillas o zapatos).                             |
| pomada de calzado       | |
| pomada para zapatos     | Argentina y Uruguay |

## Historia

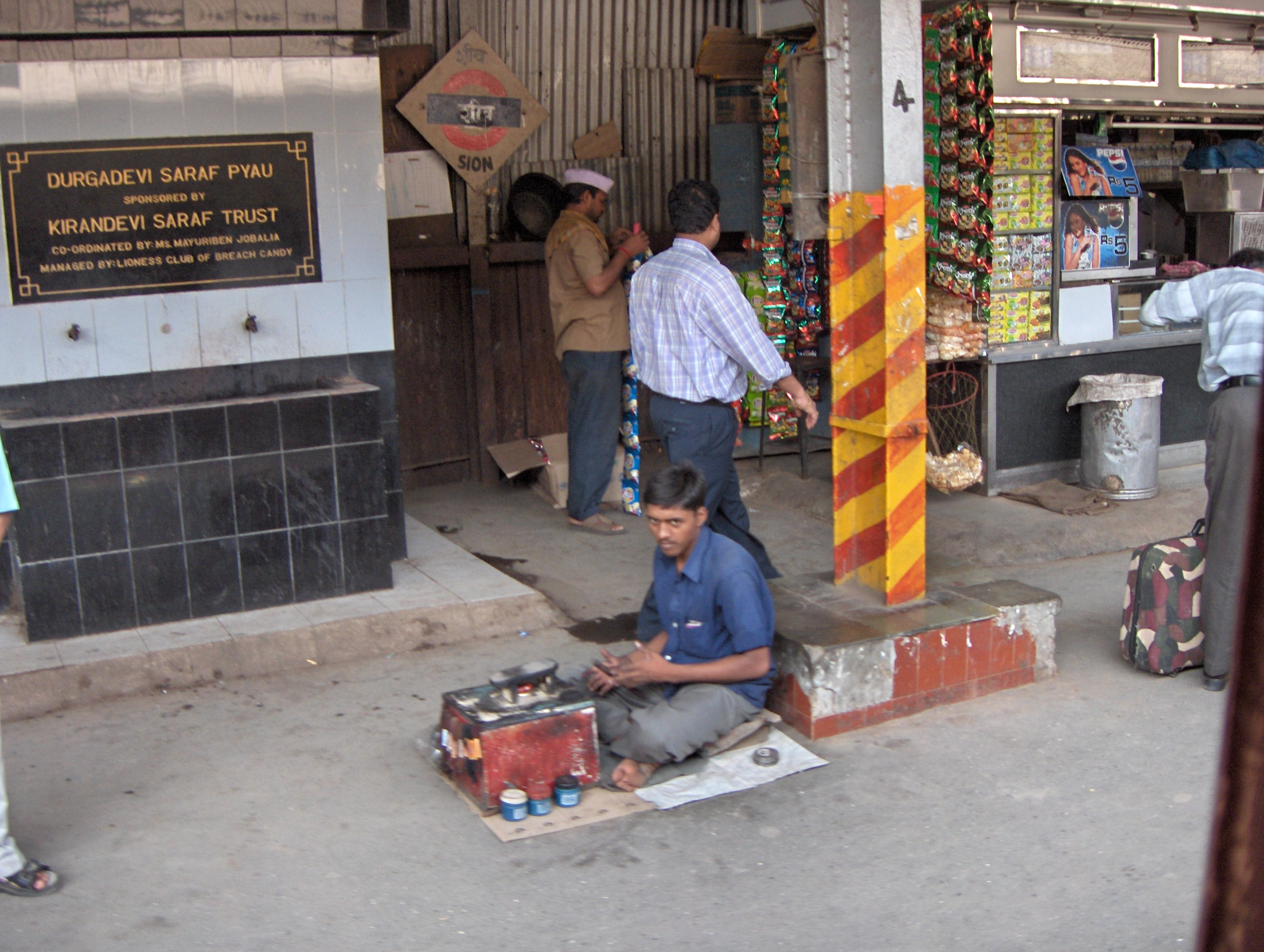
Un lustrabotas sentado, esperando a algún cliente, en un andén ferroviario en Bombay (India). En inglés se lo llama shoeshiner (‘brillador de zapatos’) o boot polisher (‘lustrador de botas’).
En 1946, Vittorio de Sica dirigió la película Sciuscià (ragazzi) (Los lustrabotas.
En Bollywood se hizo una película llamada Boot polish (1954).

Durante cientos de años se utilizaron numerosas sustancias para engrasar el calzado (y aumentar su duración), inicialmente productos naturales como ceras o sebo. Las fórmulas modernas comenzaron a fabricarse a principios del siglo XX, con una composición que incluye ingredientes naturales y sintéticos tales como nafta (éter de petróleo), trementina, tintes y goma arábiga, mezclados mediante procesos químicos sencillos. El betún para el calzado puede resultar tóxico, y su uso incorrecto puede afectar la piel.
La popularidad del producto creció a partir del siglo XIX en forma paralela para calzados de cuero y sintéticos: las Guerras Mundiales significaron un importante crecimiento de la demanda a fin de lustrar las botas de los ejércitos. Una de las marcas más difundidas a nivel mundial es Kiwi, cuya fábrica se fundó en Australia en 1904.

## Métodos de obtención y fabricación moderna
Hoy en día hay grandes avances de la ciencia con lo cual se permite una mejor fabricación de betún, usando diferentes técnicas para que obtenga las propiedades deseadas, en la actualidad las nuevas plantas de betún lo producen usando un método de reciclaje de neumáticos, ya que se han creado fórmulas de incorporación de caucho al betún, para que este obtenga parte de sus propiedades. Este método es principalmente usado en emulsiones asfálticas, pero está siendo incluido en otras funcionalidades, como mezclas bituminosas, membranas antifisuras e impermeabilizantes.
Hoy en día se utilizan técnicas de refino del petróleo para la fabricación especial de betún como la destilación de vacío junto con la destilación atmosférica, las cuales consisten en aplicar al petróleo presiones cercanas a la atmosférica y luego el residuo se pasa a la destilación de vacío, calentando a 400 °C y transportando a una columna de destilación a vacío.
Estos métodos se usan para reciclado de vapores para otras aplicaciones, pero también para que el petróleo extraiga sus hidrocarburos de manera natural, sin afectar la estructura molecular de los componentes.

## Descripción química
- mezcla homogénea
- estado sólido
- blando
- textura aceitosa
- soluble en tridoroetileno
- poco volátil
- posee propiedades de impermeabilidad y adhesividad
- se obtiene como producto en el refino del petróleo

## Fundamentos

### Parafina
Parafina, es un grupo de hidrocarburos alcanos de fórmula general CnH2n+2, donde n representa el número de átomos de carbono. La molécula simple de la parafina proviene del metano, un gas a temperatura ambiente, y otros pertenecientes pero más pesados, como el octano (C8H18), que se presenta como líquido. Las formas sólidas de la parafina, llamadas «cera de parafina», provienen de las moléculas más pesadas C20 a C40.

### Petróleo crudo (hidrocarburo)
Es una mezcla compleja, heterogénea, de hidrocarburos que son compuestos de hidrógeno y de carbono, en su mayoría son naftenos, parafinas y aromáticos y algunas cantidades de azufre, oxígeno y nitrógeno.

### Cera de carnaúba
La cera de carnaúba se obtiene de las hojas de la palma brasilera Copernicia cerífera.
La cera de carnaúba contiene principalmente ésteres de ácidos grasos, alcoholes grasos, ácidos e hidrocarbonos, también tiene dioles eterificados grasos, ácidos grasos hidroxilados y ácido cinnámico. 

### Aceite mineral
Es un derivado del refino del petróleo, sirve como lubricante y para disipar el calor.

### Vaselina
La vaselina es una mezcla homogénea de hidrocarburos saturados de cadena larga. Generalmente, cadenas de más de 25 átomos de carbono, que se obtienen a partir del refino de una fracción pesada del petróleo. La composición de esta mezcla puede variar dependiendo de la clase de petróleo y del procedimiento de refino.

## Otros usos del betún
En la actualidad el desarrollo tecnológico permite una mayor aplicabilidad del betún:
- maderas y muebles
- carreteras (en emulsiones asfálticas).
- impermeabilización de cubiertas y techos
- pinturas

## Elaboración

### Ingredientes para 20 gramos
- 5 g de parafina
- 5 g de cera de carnaúba
- colorante
- 85 mL de disolvente
- esencia de mirbano

### Materiales
- Una olla
- Una cuchara de palo
- Envases metálicos y de plásticos

### Procedimiento
Fundir la cera de carnaúba (5 g) y la parafina (5 g) en una olla. Revolverlas con una cuchara de palo. Luego de derretido, retirar la olla del fuego y añadir el disolvente (85 mL) y seguir revolviendo. Después agregar la esencia de mirbano, que le da ese olor característico al betún.
Dejar de revolver y empezar a echar el líquido en los envases de metal o de plástico. Conviene añadir el líquido a una temperatura próxima a la solidificación, pues si se envasa muy caliente, se producirán grietas por contracción durante el enfriamiento.Dejar los envases a enfriar para que el líquido se endurezca y se forme el betún.
El proceso de fabricación que hemos explicado es para un betún neutral. Si se quiere elaborar para algún color específico, antes de agregar el disolvente, se añade el policarmín, es decir, el colorante del color deseado y seguir con el proceso en el orden específico.